# Argaka
Argaka (griechisch Αργάκα) ist eine Gemeinde im Bezirk Paphos in der Republik Zypern. Bei der Volkszählung im Jahr 2021 hatte sie 1081 Einwohner.

## Lage und Umgebung

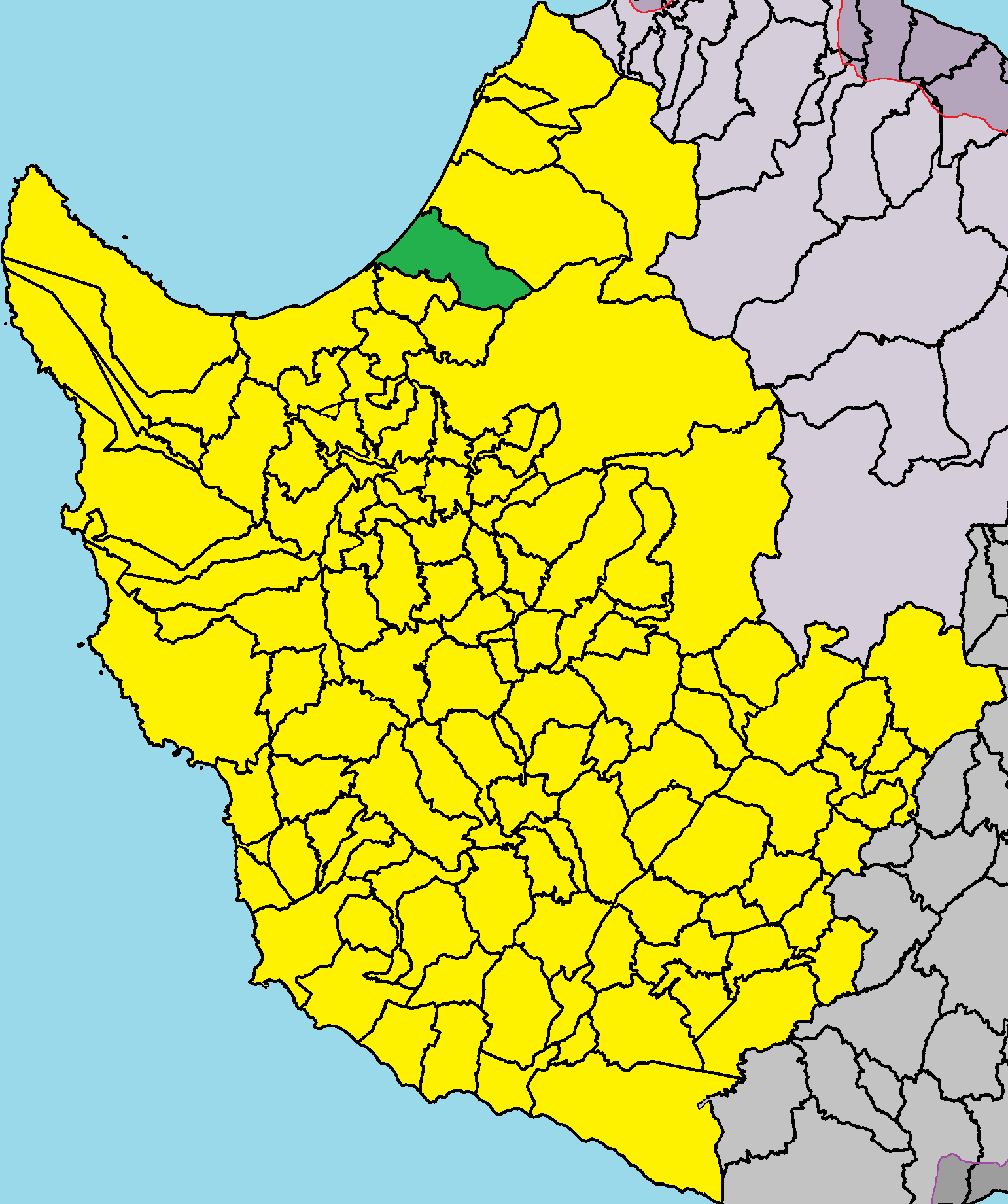
Lage im Bezirk Paphos

Argaka liegt im Nordwesten der Mittelmeerinsel Zypern auf einer Höhe von etwa 60 Metern, etwa 33 Kilometer nördlich von Paphos und 7 Kilometer nordöstlich von Polis Chrysochous. Das 16,1516 Quadratkilometer große Dorf grenzt im Norden und Osten an Gialia und im Süden an Lysos, Kynousa und Makounda. Der westliche Teil seines Verwaltungsgebiets liegt am Meer. Das Dorf kann über die Straße E704 erreicht werden. Argaka ist in zwei Siedlungen aufgeteilt: Pano Argaka und Kato Argaka. Die alte Siedlung ist Pano Argaka. Kato Argaka ist die moderne Siedlung, die direkt am Meer liegt.

## Geschichte
Es ist nicht bekannt, ob Argaka während der fränkischen oder venezianischen Herrschaft ein Lehen war, da es von Louis de Mas Latrie nicht erwähnt wird. Außerdem erscheint es nicht auf venezianischen Karten.

### Bevölkerungsentwicklung
| Jahr      | 1881 | 1891 | 1901 | 1911 | 1921 | 1931 | 1946 | 1960 | 1976 | 1982 | 1992 | 2001 | 2011 | 2021 |
| Einwohner | 90   | 126  | 156  | 180  | 240  | 212  | 404  | 546  | 682  | 639  | 703  | 793  | 1078 | 1081 |

## Söhne und Töchter der Stadt
- Akis Kleanthous (1964–2011), zyprischer Politiker und Finanzanalyst
- Averof Neophytou (* 1961), zypriotischer Politiker und seit 2013 Parteivorsitzender von Dimokratikos Synagermos